# Scènes ouvertes de la drogue en Suisse
Scènes ouvertes de la drogue en Suisse désigne le phénomène de consommation à ciel ouvert et dans l'espace public de produits stupéfiants au cours des années 1980. Les scènes ouvertes de la drogue occupaient des places dans les grandes villes suisses, principalement en Suisse alémanique comme à Zurich.

## Histoire

### Origine du phénomène des scènes ouvertes de la drogue au début des années 1980
Durant les années 1970, à la suite des États-Unis, les pays européens voient la consommation de drogue (notamment l'héroïne) augmenter fortement chez les jeunes,. La Suisse n'est pas épargnée par le phénomène et les différentes autorités fédérales et cantonales peinent à trouver des réponses cohérentes et adaptées. Face aux conséquences sanitaires et sociales de cette consommation, la drogue ayant des effets dévastateurs sur l'insertion sociale des toxicomanes et les poussant rapidement dans la précarité, les responsables politiques tentent de réagir.
Dans un premier temps, la politique qui s'instaure dans le pays est marquée par la lutte contre la toxicomanie et ses effets,. L'approche des autorités est orientée sur la répression, aussi bien au niveau pénal que médico-social. L'objectif est d'inciter les toxicomanes au sevrage en entravant suffisamment leur possibilité de consommation ou en procédant à leur emprisonnement. Les mesures sécuritaires sont donc adaptées au cours des années 1970,. Les politiques d'encadrement des produits stupéfiants se font plus répressives. Les lois civiles et pénales évoluent et la vente (deal) et la consommation deviennent des infractions pénales punies plus sévèrement à partir de 1975.
En parallèle, la doctrine médico-sociale prônée par les autorités vise à créer le sevrage puis l'abstinence des toxicomanes,. Les cures de sevrage et les mesures encourageant l'abstinence sont donc mises au centre du dispositif. Toutefois, ces méthodes présentent rapidement leurs limites. Le nombre d'héroïnomanes suivant ces cures reste en effet relativement faible. De plus, le sevrage présente des difficultés importantes qui nuisent à sa pleine efficacité. En réaction, les autorités cantonales décident de renforcer leurs mesures répressives. Par exemple, la vente de seringues sur ordonnance est instaurée dans certains cantons dans le but de limiter la consommation de drogue.
L'arrivée des cures reposant sur l'utilisation d'un produit de substitution, la méthadone, est accueillie avec espoir par certains spécialistes helvétiques tandis que d'autres se montrent plus réservés voire critiques. Sur le plan social et familial, l'accompagnement des toxicomanes se révèle également délicat : les parents sont souvent confrontés au dilemme entre l'intransigeance avec les risques sanitaires qu'elle implique et la tolérance avec le sentiment de complicité et d'engrenage qui l'accompagne.
En parallèle des questionnements et des débats, le constat est clair à la fin des années 1970 : la majorité des toxicomanes suivis rechutent et les statistiques liées à la consommation de drogue (nombre de consommateurs, nombre de décès par overdose) augmentent. Au début des années 1980, les milieux toxicodépendants représentent une partie de la population de plus en plus visible dans les grandes villes suisses, notamment alémaniques. Le marché des stupéfiants commencent à se développer sur l'espace public de villes comme Zurich (ex : Bellevue) ou Berne (la Reitschule),. Les polices cantonales interviennent régulièrement pour chasser les jeunes drogués et limiter les nuisances pour le voisinage mais les groupes se reforment rapidement plus loin.
Devant l'augmentation des problèmes sanitaires et sociaux engendrés par cette consommation sur l'espace public, certaines autorités tentent de mettre en place des structures d'accueil. Toutefois, lorsque celles-ci existent, leur fonctionnement s'avère généralement peu pérenne. Par exemple, le centre autonome de Zurich doit fermer ses portes en 1982.
Livrés à eux-mêmes et en situation de précarité, les toxicomanes investissent les rues des grandes agglomérations suisses au début des années 1980. Initialement lieux d'achat des produits stupéfiants (héroïne dès les années 1980 puis cocaïne à partir de la fin des années 1980), les espaces publics deviennent progressivement des lieux de consommation (injection et inhalation) puis des lieux de vie. Dans un premier temps, les autorités tolèrent la constitution de ces scènes ouvertes. Si des problèmes sanitaires et sécuritaires apparaissent rapidement, les autorités estiment que le regroupement des toxicomanes sur un lieu unique facilite le suivi et la mise en place de mesures d'accompagnement.

### Évolution durant les années 1980: dégradation de la situation des scènes ouvertes
La tolérance pour les scènes ouvertes marque le début des années 1980. Soucieuses d'encadrer le phénomène et ses conséquences (criminalité, conditions sanitaires), les autorités laissent se constituer des scènes ouvertes dans certains parcs ou espaces publics. À Zurich, le parc Platzspitz devient ainsi le principal lieu de regroupement des toxicomanes à partir de 1987.
Toutefois, les problématiques sanitaires et sécuritaires y sont nombreuses et importantes. L'hygiène fait défaut dans les parcs et les seringues usagées sont jetées à même le sol. Sans soutien médical et en situation de précarité financière, les toxicomanes échangent leurs seringues, entraînant des contaminations par voie sanguine. Enfin, les décès par overdose sont également fréquents.
De leur côté, les riverains des parcs touchés manifestent leur mécontentement.
La fin des années 1980 voit donc une montée des tensions autour des scènes ouvertes de la drogue. La propagation du VIH, résultat de l'échange des seringues, accentue les problèmes sanitaires et sociaux,.
Au niveau local, quelques associations tentent de mettre en place des mesures sanitaires et sociales au lieu de la politique répressive des autorités. Les villes de Bâle ou de Berne sont ainsi des pionnières dans cette approche avec la création de centres d'accueil pour les personnes toxicomanes. La première salle d'injection (fixerstübli) voit également le jour à Berne en 1986,. Il s'agit d'un lieu médicalisé dont le but est de proposer aux toxicomanes un milieu sécurisé pour leurs injections.

### Réponses politiques et sociales durant les années 1990

#### Évacuation
En raison des différents troubles (salubrité, criminalité) pour la population résidente locale, les autorités décident d'évacuer les lieux. Les forces de l'ordre sont alors mobilisées pour vider et fermer les espaces, comme ce fut le cas à Platzspitz (Zurich) en février 1992. Toutefois, en l'absence de mesures d'accompagnement sociales et sanitaires, cette politique sécuritaire d'évacuation échoue. Ainsi, la scène ouverte de Platzspitz se reforme quelques kilomètres plus loin, au Letten.

#### Politique des quatre piliers
Face aux premiers échecs des évacuations, les autorités suisses décident de mettre en place plusieurs actions à visées médico-sociales en parallèle à la politique répressives des fermetures. Le but est de replacer les personnes toxicomanes au centre de l'action politique en matière de lutte contre la toxicomanie.
Avant de s'institutionnaliser, plusieurs actions sont mises en place localement, principalement par des associations. Ainsi, le milieu associatif bâlois propose dès la fin des années 1980 la création d'un centre d'accueil et de repos pour les toxicomanes. De son côté, la ville de Berne expérimente une salle d'injection d'héroïne médicalisée. Au vu du succès rencontré par les salles d'injections d'héroïne, la prescription médicalisée de cette substance est légalisée en 1993. En plus de la sécurité sanitaire offerte par ces salles, ces mesures permettent également de donner un accès à des substances de meilleure qualité, tout en limitant les risques d'overdose et d'intoxication.
Les années suivantes, une politique globale et cohérente est définie par les autorités politiques fédérales et cantonales,. Cette politique dite des quatre piliers est instituée en 1998 après son acceptation par la population suisse en référendum populaire. Elle s'appuie sur quatre axes complémentaires :
- la prévention,
- les thérapies,
- la réduction des risques,
- le contrôle et répression.

L'axe de prévention vise avant tout à informer les personnes, notamment les jeunes, qui ne se droguent pas. L'objectif est de diminuer la population de toxicomanes en Suisse. À l'opposé, le contrôle et la répression consistent en des actions sécuritaires classiques comme la lutte policière contre la vente de drogues ou l'évacuation des scènes ouvertes.
Les grandes nouveautés introduites par les autorités suisses résident dans les actions encadrant les thérapies ainsi que la réduction des risques. Les cantons mettent alors en place des politiques d'accompagnement médico-sociales des personnes droguées. La distribution de produits stupéfiants sous contrôle médical est une grande avancée en la matière. Des centres d'injection sont créés : ils permettent aux toxicomanes de recevoir une dose de drogue (généralement de l'héroïne) dans des conditions sécurisées (dose adaptée, produit de qualité, seringue propre),. L'objectif de cette prise en charge ainsi de mettre fin à l'exclusion sociale engendrée par la toxicomanie et ses conséquences (maladies, etc.).
Les résultats obtenus par ce programme politique sont notables. Tout d'abord, les conditions sanitaires des personnes toxico-dépendantes s'améliorent nettement. Ainsi, le taux de mortalité lié aux stupéfiants (overdose) chute les années suivantes. De plus, les transmissions de maladies diminuent également fortement. Ensuite, la délinquance et la criminalité qui entourent le milieu toxicomane décroissent significativement. Avec le temps, les scènes ouvertes finissent par être toutes évacuées par les autorités sans que le phénomène ne se déplace dans un nouveau lieu urbain.
Au niveau de la population cible, la politique des quatre piliers est également bien accueillie. Les personnes toxicomanes estiment ainsi que les programmes mis en place les ont aidées voire leur ont sauvé la vie.

### Persistance de mini-scènes ouvertes de la drogue
Durant les années 1980, la crise des scènes ouvertes de la drogue affectent relativement peu les cantons romands en comparaison de leurs voisins alémaniques.
Tandis que les premiers justifient leur réussite par leurs choix de politiques plus fermes, les seconds expliquent que les scènes ouvertes alémaniques accueillent la plupart des toxicomanes romands. À la fermeture des scènes alémaniques au début des années 1990, les autorités romandes constatent une augmentation de la consommation de drogue dans leurs frontières cantonales et la création de mini-scènes ouvertes.
À la fin des années 2010, la ville de Coire (canton des Grisons) est aussi touchée par le phénomène. Une mini-scène ouverte se constitue et regroupe quotidiennement de 20 à 60 toxicomanes.
Au début des années 2020, les spécialistes constatent une détérioration de la situation dans plusieurs villes romandes et alémaniques. Lausanne, Genève, Coire, Zurich et Bâle concentrent les difficultés. Selon les experts, la forte disponibilité de la cocaïne, notamment sous la forme de crack, est responsable de cette évolution,,. Le rôle du port d'Anvers comme porte d'entrée de la drogue sur le territoire européen et suisse est également pointé,.
Face au phénomène, les autorités sont contraintes d'adapter leur politique de prise en charge. Certaines municipalités tentent d'augmenter leur offre socio-médicale et sécuritaire, comme à Lausanne qui ouvre en 2023 un centre de consommation à la place de la Riponne et instaure une unité de police chargée de sécuriser la place,. Tandis que d'autres doivent réduire l'accès aux aides et soins, comme la structure Quai 9 à Genève qui décide à l'été 2023 de refuser les consommateurs de crack dans ses locaux,.

## Vie dans les scènes ouvertes

### Fonctions
Les populations fréquentant les scènes ouvertes vont évoluer avec les années et l'ancrage de la scène dans le paysage local. Ainsi, dans un premier temps, les scènes locales sont surtout des points de contact économiques : elles correspondent aux marchés entre les vendeurs et les acheteurs de stupéfiants. Les toxicomanes occupent donc brièvement la scène, contrairement aux dealers qui y passent davantage de temps pour organiser leur trafic.
Dans un second temps, frappé par la désinsertion sociale et le sentiment de manque, les toxicomanes commencent à rester davantage de temps sur la scène ouverte. Conservant son caractère économique initial, la scène ouverte prend alors de nouvelles fonctions sociales. Ainsi, les toxicomanes consomment directement sur place.
En marge de ces nouvelles fonctions, les aspects économiques de la scène locale s'étendent. Ainsi, on observe fréquemment un développement de la prostitution des toxicomanes.
Enfin, dans un troisième temps, la scène locale devient le lieu de vie de certains toxicomanes.

### Populations
Les populations fréquentant les scènes ouvertes sont multiples et suivent également l'évolution des fonctions prises par la scène ouverte dans le milieu toxicomane local.

### Conditions sanitaires

#### Overdose
Plusieurs toxicomanes subissent des overdoses de stupéfiants sur ces scènes.

#### Accessoires
Les accessoires utilisés par les toxicomanes pour consommer leurs drogues, que ce soit les seringues pour les injections ou les cuillères pour chauffer les stupéfiants avant leur inhalation, présentent de nombreux risques sanitaires. Tout d'abord, le fait que les toxicomanes soient généralement dans une précarité importante et qu'ils investissent leurs ressources financières principalement dans l'achat des produits stupéfiants les pousse à négliger l'achat des accessoires. Ensuite, le cadre légal de l'époque interdit la vente de seringues et les pratiques médicales relatives à ce sujet sont l'objet de vives tensions entre praticiens : certains recommandant de distribuer massivement des seringues de bonne qualité tandis que d'autres s'y opposent fermement,. Dans la plupart des cas, certains médecins distribuent tout de même des seringues à leurs patients.
La qualité des accessoires utilisés est donc minimale : la réutilisation d'accessoires usagés, sans même une décontamination ou un nettoyage simple, est fréquente. Dans les cas les plus problématiques, l'utilisation d'accessoires précédemment utilisés par d'autres personnes et sans nettoyage est observée. Ces pratiques conduisent à des contaminations importantes entre les consommateurs de la scène, par des virus (comme l'hépatite ou le VIH) ou des bactéries.

#### Prostitution
La prostitution se développe chez les plus démunis financièrement, qui ne bénéficient de l'aide d'aucune structure ni organisation. Les conditions sanitaires, notamment pour limiter l'impact des infections sexuellement transmissibles, ne sont généralement pas respectées.

#### Hygiène
Avec le développement de résidents permanents sur la scène ouverte ou de toxicomanes y passant de longs moments, les conditions d'hygiène se dégradent. Certaines zones deviennent des toilettes et sont souillées d'excréments.

### Conditions sécuritaires

#### Violence et règles
Les scènes ouvertes de la drogue sont des espaces marqués par la violence et l'insécurité, ce qui ne signifie pas pour autant qu'il n'existe pas de règles ou de codes sociaux suivis et respectés par les toxicomanes.

#### Deal
Les conditions sécuritaires des scènes ouvertes sont avant tout définies par le deal. Pour les toxicomanes, la scène ouverte reste fondamentalement le lieu nécessaire pour se procurer leur drogue. Vivant généralement dans la pauvreté ou la précarité, les toxicomanes basculent aisément dans la violence pour se procurer leurs doses. Cette violence est accrue par l'effet désinhibiteur et excitant des substances comme l'héroïne ou la cocaïne.
En retour, les dealers répondent à cette violence par une violence plus importante encore, afin de protéger leurs affaires économiques. Les armes blanches comme les couteaux, pratiques et peu onéreuses, sont fréquentes. Des expéditions punitives sont parfois menées afin de faire respecter l'ordre économique de base : payer la dose au dealer.

#### Accès de violence
L'effet psychotrope des substances consommées entraîne parfois des accès de violence.

## Scènes ouvertes en Suisse

### Zurich: Platzspitz, Kreise 4 und 5, Letten
Les premiers lieux de consommation de drogue sur l'espace public zurichois se constituent autour de Bellevue, Stadelhofen et Hirschenplatz au début des années 1980. Ces scènes sont de taille très restreinte, pas nécessairement permanentes et sont aisément évacuées par la police. Toutefois, la constitution de ces premiers espaces visibles de la drogue est accompagnée par un fort mouvement contestataire dans la jeunesse zurichoise, qui débouche sur la création d'un centre autonome provisoire,. Le centre regroupant la jeunesse contestataire et marginale, il attire également une partie de la jeunesse toxicomane.
Toutefois, à partir de 1982, la dynamique du milieu toxicomane évolue profondément en réaction aux politiques suivies par les autorités. Le centre autonome est fermé, dispersant hors de tout cadre associatif les jeunes toxicomanes.
À partir des années 1980, les toxicomanes zurichois prennent petit à petit place dans le parc Platzspitz. L'espace devient le haut lieu de la drogue à Zurich et un symbole. Les problèmes de salubrité - les aiguilles usagées trainent à même le sol - donnent au parc son surnom Needles park (parc aux aiguilles),.
Au début des années 1990, la scène du Platzspitz est fréquentée quotidiennement par environ 3 000 toxicomanes. Ces derniers ne sont pas uniquement des Zurichois : la scène ouverte regroupe également des habitants d'autres cantons et des étrangers.
En octobre 1991, le préfet du district - Bruno Graf (Parti démocrate chrétien) - décide la fermeture du parc en réponse aux plaintes de la population locale. Du côté des autorités municipales, le conseiller administratif chargé de la sécurité, le socialiste Robert Neukomm, s'inquiète de la mesure. Critiquant l'absence d'une politique de soutien et d'accompagnement pour les toxicomanes, il tente de s'opposer administrativement au décret.
Le 5 février 1992, la police zurichoise procède à l'évacuation du Platzspitz et sa fermeture. Démunis, les toxicomanes quittent les lieux mais se regroupent rapidement les semaines suivantes au Letten, une ancienne gare désaffectée non loin de là. La nouvelle scène fait renaître le quotidien du Platzspitz et s'avère également plus violente. Les toxicomanes passent leurs journées sur les voies désaffectées.
Le 14 février 1995, les autorités zurichoises ferment définitivement la scène ouverte du Letten.

### Berne: Kocherpark
La ville de Berne est également touchée par le phénomène de la toxicomanie à ciel ouvert et sur l'espace public. Au début des années 1980, c'est aux alentours du Münster que les personnes toxicomanes se retrouvent. Cette occupation va s'étendre sur près de trois ans avant que la police bernoise décide d'empêcher les toxicomanes de s'y regrouper à la fin de l'année 1985. Toutefois, le phénomène ne disparaît pas et se déplace sur plusieurs lieux de la vieille-ville de Berne les années suivantes. De petites rues, places ou parcs, à l'instar du parc de la Kleine Schanze ou des ruelles autour du vieux marché et du Münster, sont ainsi touchées.
Dans ce contexte marqué par une prise en charge du phénomène plutôt axé sur la répression, la première salle d'injection d'héroïne médicalisée est mise en place dans la ville,.
À la fin des années 1980, les toxicomanes bernois se retrouvent directement sur la terrasse du Palais fédéral,. Après avoir été évacué du quartier en 1991, ils investissent un parc non loin du centre ville, le Kocherpark. Jusqu'à 800 personnes occupent les lieux quotidiennement pour acheter des stupéfiants ou les consommer. Comme pour les autres scènes ouvertes en Suisse, les riverains se plaignent des troubles sécuritaires et sanitaires engendrés par la situation.
Dans la nuit du 31 mars 1992, les autorités bernoises procèdent à l'évacuation de la scène du Kocherpark,. Contrairement aux autorités zurichoises qui, deux mois auparavant au Platzspitz, appliquaient uniquement une politique sécuritaire, les Bernois accompagnent cette fermeture de plusieurs mesures d'accompagnement comme la mise en place de point de contact (les Fixerstübli) afin notamment d'y distribuer de la méthadone ou de définir des projets de réinsertion professionnelle.

### Bâle: Kleinbasel
Au cours des années 1980, la ville de Bâle est également touchée par le phénomène des scènes ouvertes de la drogue. Contrairement à la ville de Zurich, où les toxicomanes se retrouvent dans un lieu unique, Bâle voit plutôt l'apparition de multiples petites scènes ouvertes dans tout le quartier Kleinbasel, une partie de la vieille-ville le long du Rhin,. Le phénomène s'enracine notamment par l'action des bars, qui deviennent des lieux de vente. En peu de temps, la consommation explose (les Bâlois appellent le quartier « Little Istanbul ») dans une ville où l'importance des industries chimiques et pharmaceutiques implique l'existence de nombreuses personnes disposant des connaissances et du savoir-faire pour préparer elles-mêmes les produits stupéfiants.
Comme dans les autres villes alémaniques, la réponse initiale des autorités est guidée par la répression,. Afin de répondre aux demandes de sécurité des habitants, les services de police réalisent de nombreuses arrestations de consommateurs et de revendeurs. À cette période, le taux d'incarcération dans les établissements pénitentiaires du canton est élevé. Toutefois, cette politique ne parvient pas à donner de résultats probants sur le long terme.
Dès l'année 1986, plusieurs associations et personnalités engagées sur ces questions critiquent l'approche répressive. Bien que minoritaires, elles insistent sur l'inadéquation de la réponse des autorités bâloises : sans soutien sanitaire et social, les personnes droguées n'ont aucune chance de parvenir à se réinsérer. Si elles sont éloignées de la rue par des peines de prison, elles y retournent dès leur sortie et entrent dans un cercle vicieux.
Les années suivantes, plusieurs acteurs de la société civile bâloise agissent et mettent en place plusieurs projets visant à combler les lacunes dans l'approche des autorités. En 1988, deux associations sont créées afin d'accueillir les personnes toxicomanes : le Sprützehüsli et la maison Gilgamesh. En avance sur les actions qui constitueront les quatre piliers, ces institutions offrent un soutien médical, sanitaire et social aux personnes droguées. Plusieurs personnes sont ainsi sauvées par une prise en charge médicale rapide (réanimation). La maison Gilgamesh est également l'un des premiers lieux à accepter que les toxicomanes consomment des produits stupéfiants, l'institution leur fournissant un cadre plus adapté (seringues propres par exemple).
Le cadre légal de l'époque ne permettant pas au canton ou à la municipalité d'ouvrir et de prendre en charge de telles structures, les politiques appuient les efforts des associations et des particuliers. Les autorités policières bâloises, à l'instar du magistrat PLR Jörg Schild, font alors preuve d'une plus grande tolérance dans leurs actions. Par ailleurs, le canton s'associe à l'assurance invalidité et parvient à offrir des financements pour permettre aux lieux d'accueil de fonctionner.
Les responsables associatifs de l'époque se souviennent des premiers mois difficiles de leur structure. En effet, la violence caractéristique de l’imprévisibilité des personnes sous l'emprise de drogue était forte. L'institution accueillait une trentaine de personnes par jour et devait gérer les relations entre elles. Malgré ces tensions, le bilan de ces foyers est bon. Les intéressés relèvent notamment l'importance de ces lieux d'accueil pour leur survie : tandis qu'auparavant leur vie se résumait à vivre dans la rue, fuir les forces de l'ordre et à tout faire pour obtenir leur dose de drogue, les structures leur permettaient de prendre du repos dans des conditions de confort acceptables (matelas, propreté) et d'améliorer leurs conditions de vie (douche par exemple).

### Lausanne: place Saint-Laurent, Riant-Mont, place de la Riponne
À partir du milieu des années 1990 et de la fermeture des grandes scènes ouvertes alémaniques, la ville de Lausanne voit se constituer une petite scène ouverte sur la place Saint-Laurent.
Au début des années 2010, la ville de Lausanne est confrontée à une scène ouverte. Cette dernière n'est pas située sur un unique lieu mais se répartit sur plusieurs rues du centre ville, notamment dans le quartier Riant-Mont. En réponse, les autorités communales annoncent un plan d'action conjoint avec le canton, mêlant une réponse socio-sanitaire, avec la création d'une structure d'accueil pour les personnes toxicomanes, et une réponse sécuritaire, avec l'ouverture de nouvelles places en détention pour l'incarcération des dealers.
Les années suivantes, la problématique de la consommation de drogue sur une scène ouverte se déplace : elle reste présente dans le centre-ville, concentrée autour de certains espaces et toilettes publics, et se déplace à la place de la Riponne,. Ainsi, en 2016, une trentaine de toxicomanes occupent régulièrement cette place. La municipalité décide en 2016 la création à la place du Vallon d'un local sécurisé d'injection, basé sur la modèle du Quai 9 à Genève.
Au début des années 2020 et dans le contexte d'augmentation de la consommation crack qui touche plusieurs villes suisses alémaniques et romandes, la problématique de la scène ouverte à la place de la Riponne mais aussi au Vallon devient prépondérante. Au niveau du Vallon, une hausse des comportements inadaptés est constatée aux alentours du local d'injection sécurisé. En parallèle, la situation à la Riponne se dégrade également : les consommateurs y sont plus nombreux et génèrent un accroissement des difficultés sécuritaires et sanitaires (seringues usagées et excréments dans les rues). Les habitants comme certains toxicomanes déplorent ces comportements, en particulier la non-utilisation par certains du local au Vallon. À l'été 2023, une photographie montrant une personne toxicomane en train de s'injecter de la drogue devant un enfant déclenche une large couverture médiatique du problème, des protestations d'habitants et une réponse des autorités (ouverture d'un nouveau centre destiné à la consommation et création d'une unité de police destinée à la lutte contre la toxicomanie dans ce secteur),,.

### Genève
Après la fermeture des grandes scènes ouvertes alémaniques, les cantons romands observent la constitution de mini-scènes ouvertes dans certaines communes. Au début des années 2000, le territoire genevois connaît ainsi quelques lieux où des phénomènes de scène ouverte existent. Il s'agit notamment de la place des Volontaires, du secteur de la gare Cornavin ou de la place des Cropettes.
L'ouverture en 2001 dans le quartier de la gare de la structure Quai 9, un local d'accueil pour les personnes toxicomanes et un centre d'injection sécurisé, permet de limiter l'extension des mini-scènes ouvertes à Genève.

## Postérité

### Les enfants du Platzspitz (Platzspitzbaby)
En 2013, la Zurichoise Michelle Halbheer publie Platzspitzbaby,. L'écrivain y raconte son enfance, marquée par la toxicomanie de ses parents et les périodes de tentatives de sevrage et de rechute. Elle évoque notamment le quotidien au Platzspitz. L'ouvrage connaît un grand succès, notamment en Suisse alémanique. Il est par la suite traduit en français sous le titre Les enfants du Platzspitz.
En 2020, le réalisateur Pierre Monnard adapte l'ouvrage dans un film intitulé Platzspitzbaby,. Il explique à cette occasion l'impact qu'ont eu les scènes ouvertes de la drogue, et particulièrement le Platzspitz, sur les Suisses durant les années 1980 et 1990. Il raconte notamment que les adolescents et les jeunes adultes (comme lui à l'époque) avaient des contacts au moins indirects avec les milieux toxicomanes. Il évoque à cette occasion le décès d'un ami au Platzspitz.

« Dans mon cas, c'est l'histoire d'un camarade de Châtel-St-Denis, la petite ville où j'ai grandi, qui à cette époque est tombé dans la drogue et qui, un jour, n'est pas revenu de ses visites au Platzspitz. »

— Pierre Monnard, Interview à la RTS en août 2020